# Такка
Та́кка (лат. Tacca) — род многолетних травянистых растений, в настоящее время включаемый в семейство Диоскорейные (Dioscoreaceae) или же выделяемый в отдельное монотипное семейство Такковые (Taccaceae Dumort., 1829, nom. cons.).

## Ареал и экология
Почти все виды рода в естественных условиях распространены в тропических регионах Старого Света. Наибольшее разнообразие видов отмечается в Юго-Восточной Азии:171. Один вид произрастает в Центральной Африке, один — в северной Австралии. В Новом Свете такка представлена лишь одним видом, таккой Паркера, произрастающей в Южной Америке.
Растения из этого рода предпочитают влажные вечнозелёные леса экваториального и субэкваториального поясов. Такка пальчатая и такка Шантрье могут расти и в более сухих лесах. Такка перистонадрезанная распространена наиболее широко и произрастает не только в лесах, но и в саваннах, на лугах, бывающих влажными только на протяжении части года. Такки произрастают почти исключительно на равнинах, однако такка пальчатая может расти и на высоте до 1500 м над уровнем моря:807.

## Таксономия и систематика
Научное название рода Tacca было впервые употреблено голландским естествоиспытателем Георгом Эберхардом Румфом в 1741 году. Ему соответствует народное малайское название типового вида рода. В 1775 году оно было перенято Иоганном Райнхольдом и Георгом Форстерами в книге Characteres Generum Plantarum, напечатанной 29 ноября 1775 года. Поскольку эта книга чрезвычайно редка — известно всего два экземпляра этого издания — названия, впервые употреблённые в ней, не считаются эффективно обнародованными. 1 марта 1776 года было напечатано и распространено второе издание этой книги, именно эта дата является датой эффективного описания рода.
Форстеры описывали род следующим образом:

35. Tacca.
Чашечка. Околоцветник верхний, шестилистный, остающийся, листочки его яйцевидные, сходящиеся.
Венчик. Лепестки в числе шести, скрытые в чашечке, клобучковые, с узкой шейкой, со сводом, скрывающим тычинки.
Тычинки. Нити в числе двенадцати, очень короткие или почти не выражены, по две вросшие в каждый свод лепестка. Пыльники продолговатые, дуговидные со спинки, по два приросшие к своду лепестка, сближенные.
Пестик. Завязь нижняя. Столбики в числе трёх, короткие, сросшиеся в основании. Рыльца двулопастные, обратносердцевидные.
Плод. Ягода сухая, яйцевидная, морщинистая, тупо угловатая, увенчанная чашечкой, трёхгнёздная, многосемянная, наполненная семенами.
Семена яйцевидные, полосчатые, сплюснутые, многочисленные.
Оригинальный текст (лат.){{{2}}}
— Forster, J. R., Forster, J. G. A. Characteres generum plantarum. — Londini: B. White, T. Cadell & P. Elmsly, 1776. — P. 69. — 150 p.
Род Такка был впервые разделён на внутриродовые таксоны немецким ботаником Ф. Паксом в 1887 году в книге А. Энглера и К. Прантля Die Natürlichen Pflanzenfamilien. Пакс разделил род на две секции — Eutacca и Ataccia (ранее описанную Я. Преслом в качестве отдельного рода). В первую секцию он включил виды с пальчаторассечёнными листьями, а во вторую — с цельными. Вид Tacca plantaginea с цельными листьями в той работе рассматривался в составе монотипного рода Schizocapsa. Х. Лимприхт в 1928 году разделил род на три секции, руководствуясь также наличием или отсутствием нитевидных прицветников у растений:808.

### Синонимы
Название Lenotopetaloides было отвергнуто в пользу Tacca. В 1828 году Я. Пресл описал род Ataccia для растений с цельными листьями. В 1852 году А. Лемер предложил изменить это название на Atacca для избежания путаницы с родом Ataxia (впоследствии — синонима Anthoxanthum). Однако вскоре выделение этих видов в отдельный род было признано малоосмысленным. В 1881 году Г. Ханс описал новый вид Schizocapsa plantaginea, в 1972 году включённый Э. Дрентом в род Такка.
- Atacca Lem., 1852, nom. superfl.
- Ataccia J.Presl, 1828
- Leontopetaloides Amman ex Boehm., 1760, nom. rej.
- Schizocapsa Hance, 1881

### Виды
- Tacca ampliplacenta L.Zhang & Q.J.Li, 2008
- Tacca ankaranensis Bard.-Vauc., 1997
- Tacca bibracteata Drenth, 1973
- Tacca borneensis Ridl., 1908
- Tacca celebica Koord., 1898
- Tacca chantrieri André, 1901 — Такка Шантрье
- Tacca ebeltajae Drenth, 1973
- Tacca integrifolia Ker Gawl., 1812 — Такка цельнолистная
- Tacca leontopetaloides (L.) Kuntze, 1891 — Такка перистонадрезная
- Tacca maculata Seem., 1866
- Tacca palmata Blume, 1827 — Такка пальчатая
- Tacca palmatifida Baker, 1876 — Такка пальчатонадрезная
- Tacca parkeri Seem., 1866 — Такка Паркера
- Tacca plantaginea (Hance) Drenth, 1973
- Tacca reducta P.C.Boyce & S.Julia, 2006
- Tacca subflabellata P.P.Ling & C.T.Ting, 1982